# Patrick Kavanagh (poeta)

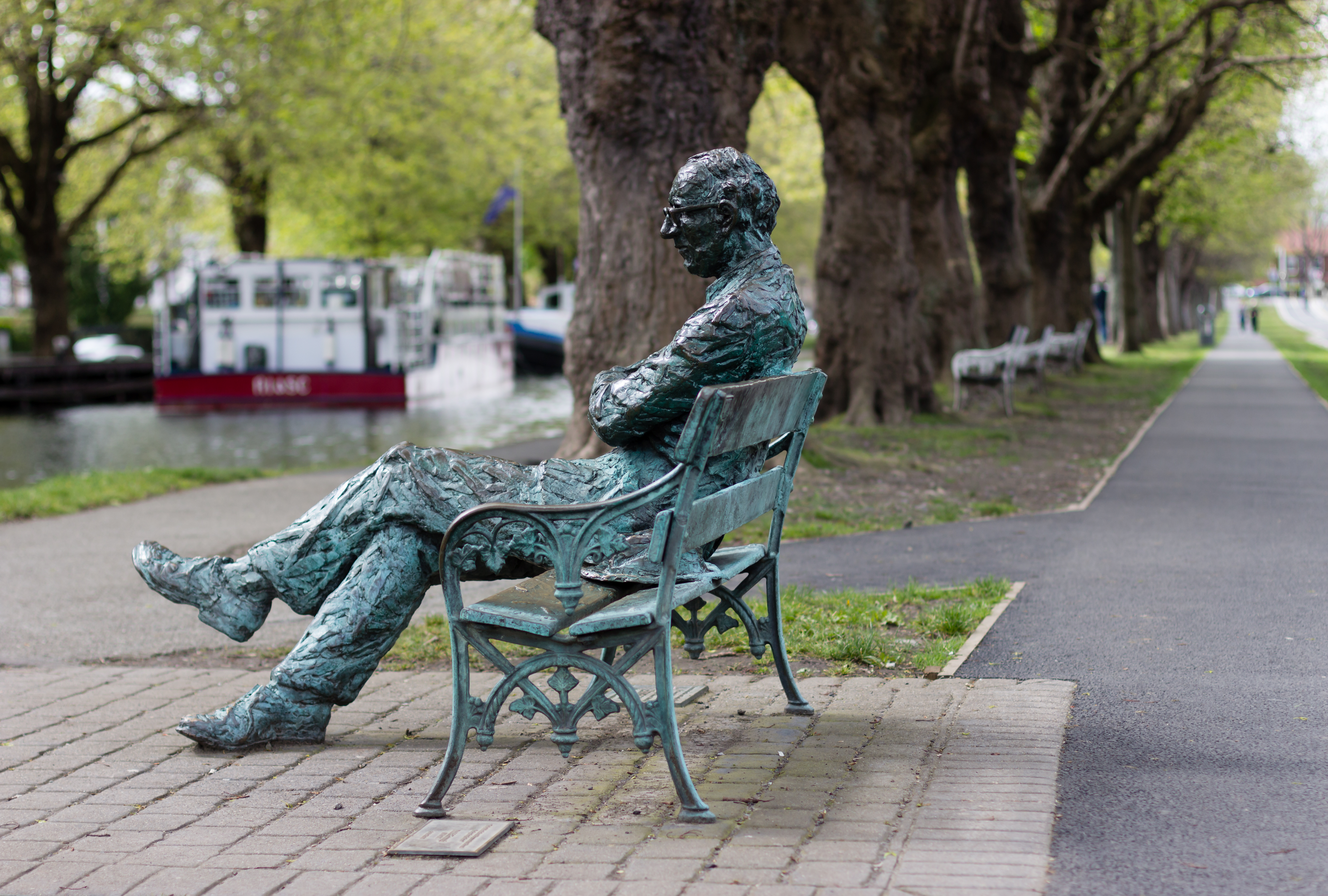

Patrick Kavanagh (Inniskeen, 21 ottobre 1904 – Dublino, 30 novembre 1967) è stato un poeta e scrittore irlandese.

## Biografia
Patrick Kavanagh è nato ad Inniskeen, in una zona rurale nella contea di Monaghan, nel 1904, quarto di dieci figli di James Kavanagh e Bridget Quinn. Fu allievo della Kednaminsha National School dal 1909 al 1916, lasciando la sesta classe all'età di 13 anni. Divenne poi apprendista nella bottega del padre, lavorando come calzolaio. Successivamente rifletterà, ammettendo: "Sebbene l'idea letterale del contadino sia quella di un semplice ed umile lavoratore agricolo, in realtà un contadino nel senso più profondo del termine non è altro che tutta quella massa dell'umanità che vive al di sotto di un certo livello di coscienza. Vivono nella caverna oscura dell'inconscio e gridano quando vedono la luce".

## Opere

### Poesia
- 1936 – Ploughman and Other Poems.
- 1942 – The Great Hunger.
- 1947 – A Soul For Sale.
- 1958 – Recent Poems.
- 1960 – Come Dance with Kitty Stobling and Other Poems.
- 1964 – Collected Poems.
- 1972 – The Complete Poems of Patrick Kavanagh a cura di Patrick Kavanagh.
- 1978 – Lough Derg.
- 1996 – Selected Poems, a cura di Antoinette Quinn.
- 2004 – Collected Poems, a cura di Antoinette Quinn.

### Prosa
- 1938 – The Green Fool.
- 1948 – Tarry Flynn.
- 1964 – Self Portrait.
- 1967 – Collected Prose.
- 1971 – November Haggard una raccolta di prose e poesie edita da Peter Kavanagh.
- 1978 – By Night Unstarred edito da Antoniette Quinn.
- 2002 – A Poet's Country: Selected Prose, edito da Antoinette Quinn.

### Edizioni italiane
- 2009 - Andremo a rubare in cielo a cura di S.Simonelli